# Глушица (гмина)
Глушица (пол. Głuszyca) — городско-сельская гмина (волость) в Польше, входит как административная единица в Валбжихский повет, Нижнесилезское воеводство. Население 9379 человек (на 2004 год).

## Демография
| Перепись                       | Всего   | Всего | Женщины | Женщины | Мужчины | Мужчины |
| ------------------------------ | ------- | ----- | ------- | ------- | ------- | ------- |
| Единицы                        | человек | %     | человек | %       | человек | %       |
| Население                      | 9379    | 100   | 4880    | 52      | 4499    | 48      |
| Плотность населения (чел./км²) | 151,5   | 151,5 | 78,8    | 78,8    | 72,7    | 72,7    |

## Сельские округа
1. Глушица-Гурна
2. Гжмёнца
3. Кольце
4. Ломница
5. Серпница

## Соседние гмины
1. Едлина-Здруй
2. Гмина Мерошув
3. Гмина Нова-Руда
4. Гмина Валим